# Halocynthia hilgendorfi
Halocynthia hilgendorfi är en sjöpungsart som först beskrevs av Traustedt 1885.  Halocynthia hilgendorfi ingår i släktet Halocynthia och familjen lädermantlade sjöpungar. Inga underarter finns listade i Catalogue of Life.